# Ria Oomen
Pour les articles homonymes, voir Oomen.
 (juin 2013).
Si vous disposez d'ouvrages ou d'articles de référence ou si vous connaissez des sites web de qualité traitant du thème abordé ici, merci de compléter l'article en donnant les références utiles à sa vérifiabilité et en les liant à la section « Notes et références ».
Ria Oomen-Ruijten (née le 6 septembre 1950 à Echt, Limbourg) est une femme politique néerlandaise, membre du parti populaire européen.

## Biographie
Ria Oomen-Ruijten a été présidente de la fondation néerlandaise pour les plaintes des consommateurs (De Geschillencommissie). Cette fondation traite les plaintes des consommateurs et les litiges entre les entreprises.
Lors des élections européennes de 1989, elle a été élue au Parlement européen, où elle a dès lors siégé au Groupe du Parti populaire européen. Elle y a été réélue en 1994, 1999, 2004 et en 2009. Elle y a été membre de la commission des Affaires étrangères de 2009 à 2014 et de la commission de l'Emploi et des affaires sociales de 1989 à 2007.
En 2013, Ria Oomen-Ruijten s'est présentée comme candidate au poste de médiateur européen.